# KV59
Ngôi mộ KV59 nằm trong Thung lũng của các vị Vua, ở Ai Cập. Nó dường như là một ngôi mộ mới vừa bắt đầu xây dựng, chưa được hoàn thành. Vì vậy không có bất kỳ thứ gì trong ngôi mộ này.